# Nino Cravetto
Luigi ou Nino Cravetto selon les sources (né et mort à des dates inconnues en Italie) était un dirigeant de football italien.

## Biographie
Lors de la saison 1954, il devient par intérim le co-19e président du club du Piémont de la Juventus de Turin, et succède au propriétaire et président d'honneur alors en place depuis 1947 Gianni Agnelli. 
Pendant l'unique année qu'il passe à la tête du club, il partage la direction avec Enrico Craveri et Marcello Giustiniani. Il y a donc 3 présidents à la même période, et ce pour la seconde fois de l'histoire du club (avec le trio Armano - Nizza - Zambelli de 1915 à 1918 lors de la Première Guerre mondiale).
Ils passent le relais en 1955 à Umberto Agnelli qui prend leur place.
Le restant de la vie de Cravetto n'est pas connu.